# Lesní studánka
Lesní studánka je studánka, která se nachází poblíž rašeliniště pramene potoka Bečva u obce Vřesina v Opavské pahorkatině v okrese Opava v Moravskoslezském kraji. Je celoročně volně přístupná.

## Další informace
Lesní studánka se nachází ve Vodním dole nad mokřadem u krátké odbočky z trasy naučné stezky Okolo Vřesiny, resp. na trase cyklotrasy Stezka Horní Odry. Studánka je s betonovou skruží, je zastřešená a přístup je po schodech. Patří do povodí řeky Odry. Nad studánkou se nachází turistický přístřešek s lavičkami, ohniště a informační tabule. V roce 2011 bylo místo vandalismem poškozeno a následně opět opraveno.

## Galerie

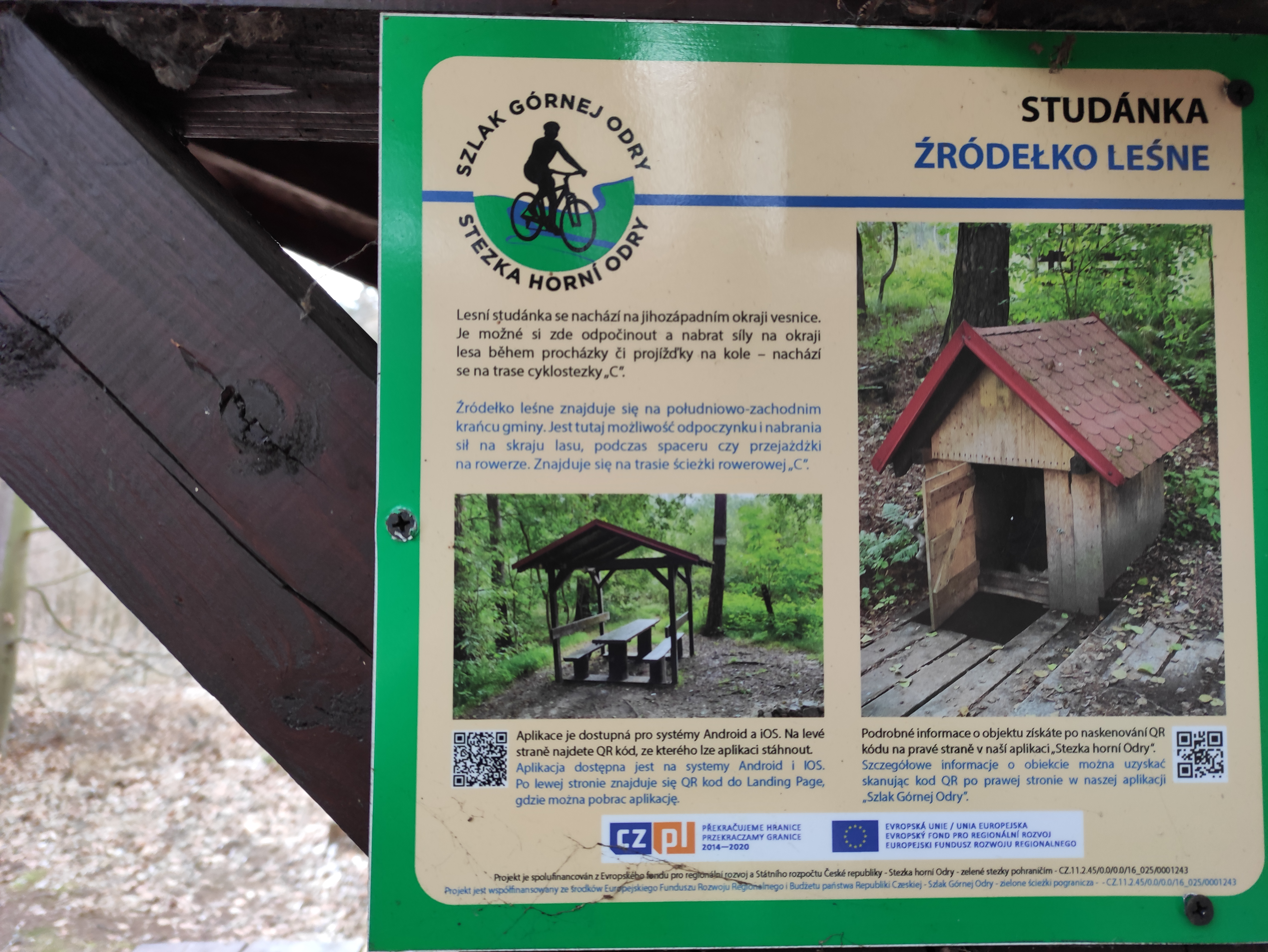
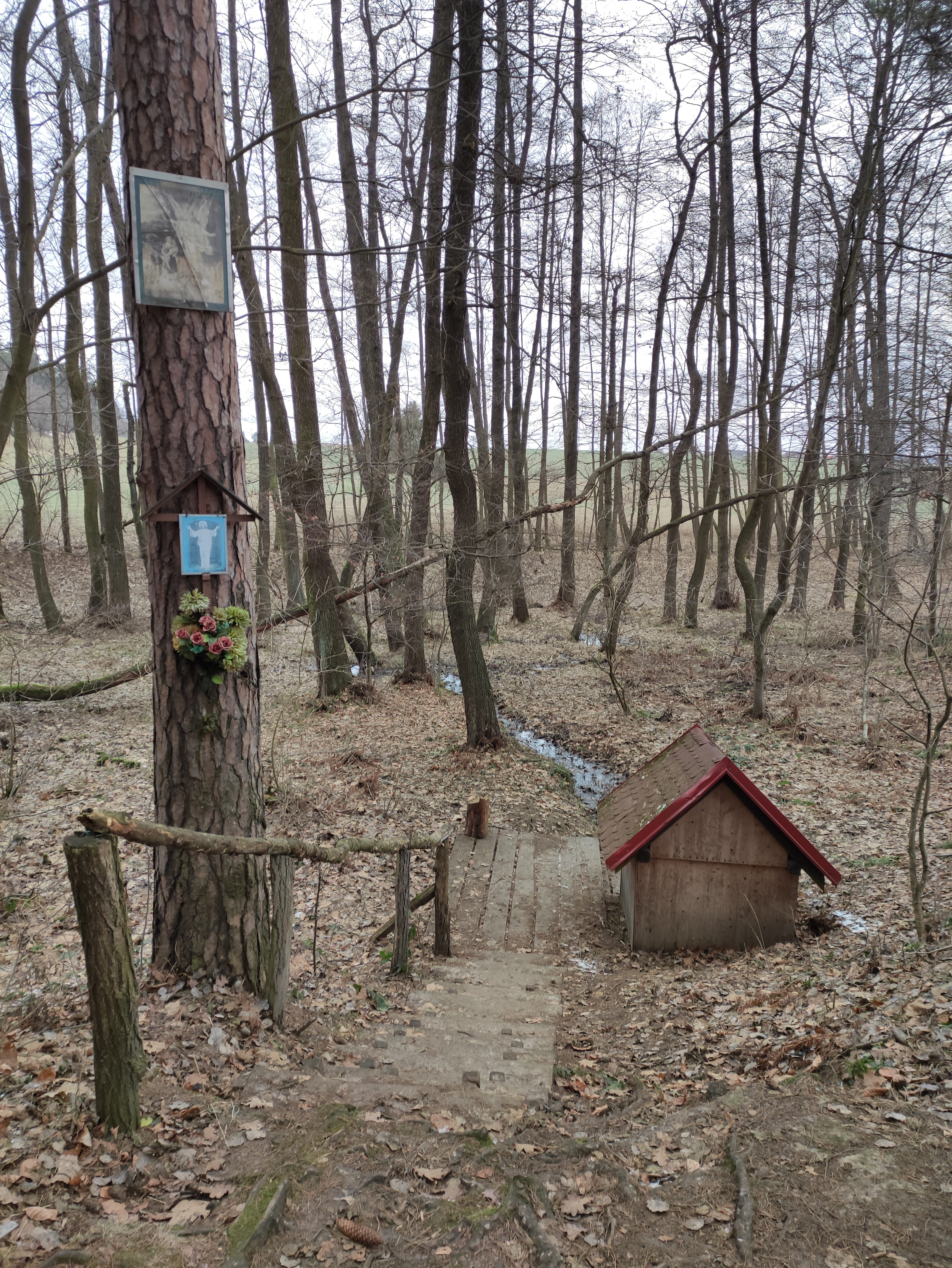